# William Clem
William Clem (født 20. juni 2004) er en dansk fodboldspiller, der spiller for den danske superligaklub F.C. København. William Clem har spillet på klubbens U/19-hold og blev i vinterpausen 2022/23 officielt tilknyttet førsteholdet. Forinden den officielle tilknytning til førsteholdet havde han spillet flere kampe for førsteholdet. William Clem spiller tillige for det danske U/19- og U/21-landshold. Han spiller som defensiv midtbanespiller. 
William Clem har kontrakt med F.C. København frem til sommeren 2027.

## Klubkarriere
Som ungdomsspiller i FCK vandt William Clem DM-guld med klubbens U/17-hold og vandt med U/19 holdt DM-guld og U/19-pokalturneringen. Han er i efterårssæsoen 2022 anfører for U/19-holdet, som han spillede UEFA Youth League med i samme sæson. 
Han fik debut for FCK's førstehold den 19. oktober 2022 i en pokalkamp mod Hobro IK, hvor han startede inde i kampen. Den 25. oktober 2022 spillede han sin anden kamp for FCK, da han startede inde i Champions League gruppespillet mod Sevilla FC, og fire dage efter fik han debut i Superligaen, da han blev skiftet ind i pausen i en kamp mod Randers FC. 
Han modtog i maj 2023 KB’s mindepokal “Granen”, der uddeles til en ung talentfuld fodboldspiller, har markeret sig som årets mest talentfulde fodboldspiller i KB/FCK.

## Landsholdskarriere
Han fik debut på U/17-landsholdet den 9. oktober 2020 i en venskabskamp mod Tyskland, og den 21. september 2022 for U/19-holdet i en EM-kvalifikationskamp mod Georgien. Han debuterede for U/21-holdet som 18-årig den 24. marts 2023 i en venskabskamp mod Ukraine. 